# 内藤忠清
内藤 忠清（ないとう ただきよ）は、戦国時代の武将。徳川氏の家臣。

## 生涯
徳川氏譜代の内藤氏の一族。叔父に内藤正成、大伯父に内藤清長がいる。最初、徳川家康の小姓として仕える。天正12年（1584年）小牧・長久手の戦いでは敵首級を得る武功を立てた。天正18年（1590年）小田原征伐では使番として従軍した。その後、徳川秀忠付きとなり、石川重次とともに普請奉行に任じられ、また武蔵足立郡・上総長柄郡に2000石を与えられた。慶長13年（1608年）藤堂高虎・松平重勝に従って丹波篠山城の普請を奉行している。